# Кубок України з футболу серед аматорів 2018—2019
Кубок України з футболу серед аматорських команд 2018—2019 — 22-й розіграш Кубка України під егідою ААФУ.

## Учасники
У розіграші Кубка братимуть участь 40 аматорських команд із 18 областей України і м. Києва.
| Команда                  | Місто/село                | Область           |
| ------------------------ | ------------------------- | ----------------- |
| «Авангард»               | с. Бзів                   | Київська          |
| «Авангард»               | м. Корюківка              | Чернігівська      |
| «Атлет»                  | м. Київ                   | м. Київ           |
| «Вікторія»               | смт Миколаївка            | Сумська           |
| СК «Вільхівці»           | с. Вільхівці              | Закарпатська      |
| ФК «Вовчанськ»           | м. Вовчанськ              | Харківська        |
| «Вотранс»                | м. Луцьк                  | Волинська         |
| «ВПК-Агро»               | с. Шевченківка            | Дніпропетровська  |
| ДГ «Шевченківське»       | c. Денихівка              | Київська          |
| СКК «Демня»              | с. Демня                  | Львівська         |
| «Джуніорс-СБ»            | Києво-Святошинський район | Київська          |
| ФК «Дніпро»              | м. Дніпро                 | Дніпропетровська  |
| «ДСО-Поділля»            | Тернопільський район      | Тернопільська     |
| «Збруч-Агробізнес»       | смт Підволочиськ          | Тернопільська     |
| «Ізотоп-РАЕС»            | м. Вараш                  | Рівненська        |
| «Карпати»                | м. Галич                  | Івано-Франківська |
| «Колос»                  | смт Асканія-Нова          | Херсонська        |
| «ЛНЗ-Лебедин»            | с. Лебедин                | Черкаська         |
| «Луцьксантехмонтаж №536» | м. Луцьк                  | Волинська         |
| «Маяк»                   | м. Сарни                  | Рівненська        |
| «Нафтовик»               | м. Долина                 | Івано-Франківська |
| ОДЕК                     | смт Оржів                 | Рівненська        |
| «Олімпія»                | c. Савинці                | Полтавська        |
| «Перемога»               | м. Дніпро                 | Дніпропетровська  |
| «Покуття»                | м. Коломия                | Івано-Франківська |
| «Рочин»                  | м. Соснівка               | Львівська         |
| «Рубікон-Вишневе»        | м. Вишневе                | Київська          |
| «Сапфір»                 | м. Краматорськ            | Донецька          |
| «Світанок-Агросвіт»      | с. Шляхова                | Вінницька         |
| «Севлюш»                 | м. Виноградів             | Закарпатська      |
| «Скіф»                   | с. Шульгинка              | Луганська         |
| «Таврія»                 | смт Новотроїцьке          | Херсонська        |
| «УкрАгроКом»             | с. Головківка             | Кіровоградська    |
| «Універ-Динамо»          | м. Харків                 | Харківська        |
| «Факел»                  | м. Липовець               | Вінницька         |
| «Фортуна»                | с. Комарівка              | Чернігівська      |
| «Форум-Авто»             | м. Краматорськ            | Донецька          |
| ФК «Чернігів»            | м. Чернігів               | Чернігівська      |
| «Чорнянка-Агроспорт»     | с. Чорнянка               | Херсонська        |
| «Юність»                 | с. Верхня Білка           | Львівська         |

## Попередній етап
Матчі відбулися з 22 серпня по 5 вересня 2018 року.
| Команда 1            | Заг. | Команда 2                | 1-й матч | 2-й матч |
| -------------------- | ---- | ------------------------ | -------- | -------- |
| «Нафтовик»           | 4:0  | СК «Вільхівці»           | 1:0      | 3:0      |
| «Світанок-Агросвіт»  | 4:3  | «Атлет»                  | 3:2      | 1:1      |
| «Джуніорс-СБ»        | 2:4  | «Фортуна»                | 2:2      | 0:2      |
| «Чорнянка-Агроспорт» | 1:2  | «УкрАгроКом»             | 0:1      | 1:1 (дч) |
| ФК «Вовчанськ»       | 10:1 | «Форум-Авто»             | 3:0      | 7:1      |
| «Юність»             | 7:4  | «Луцьксантехмонтаж №536» | 4:2      | 3:2      |
| «Ізотоп-РАЕС»        | -:+  | «Вотранс»                | -:+      | -:+      |
| «Універ-Динамо»      | 6:2  | «Скіф»                   | 6:2      | 0:0      |

## 1/16 фіналу
Перші матчі відбулися 12 вересня, матчі-відповіді — 19 вересня 2018 року.
| Команда 1          | Заг.           | Команда 2           | 1-й матч | 2-й матч |
| ------------------ | -------------- | ------------------- | -------- | -------- |
| «Севлюш»           | 1:4            | «Рочин»             | 1:0      | 0:4      |
| «Карпати»          | 1:5            | «Юність»            | 0:1      | 1:4      |
| «Вотранс»          | 4:4 (пен. 5:4) | «Покуття»           | 3:1      | 1:3      |
| «Нафтовик»         | 1:3            | СКК «Демня»         | 1:0      | 0:3      |
| «Збруч-Агробізнес» | 1:5            | ОДЕК                | 1:4      | 0:1      |
| «Авангард» Б       | 1:0            | «Маяк»              | 1:0      | 0:0      |
| «ДСО-Поділля»      | 2:3            | «Факел»             | 2:2      | 0:1      |
| «Рубікон-Вишневе»  | 0:2            | «Фортуна»           | 0:2      | 0:0      |
| ДГ «Шевченківське» | 4:3            | ФК «Чернігів»       | 3:1      | 1:2      |
| «Авангард» К       | 5:4            | «Світанок-Агросвіт» | 2:2      | 3:2      |
| «Олімпія»          | 2:1            | «ВПК-Агро»          | 0:1      | 2:0 (дч) |
| «Вікторія»         | 2:5            | ФК «Вовчанськ»      | 2:1      | 0:4      |
| «Універ-Динамо»    | 7:2            | «Перемога»          | 4:1      | 3:1      |
| «Сапфір»           | 3:4            | ФК «Дніпро»         | 2:2      | 1:2      |
| «ЛНЗ-Лебедин»      | +:-            | «Колос»             | +:-      | +:-      |
| «Таврія»           | 9:2            | «УкрАгроКом»        | 3:1      | 6:1      |

## 1/8 фіналу
Перші матчі відбулися 3 та 17 жовтня, матчі-відповіді — 10 та 24 жовтня 2018 року.
| Команда 1          | Заг. | Команда 2     | 1-й матч | 2-й матч |
| ------------------ | ---- | ------------- | -------- | -------- |
| «Рочин»            | 1:2  | «Юність»      | 1:1      | 0:1      |
| «Вотранс»          | 1:7  | СКК «Демня»   | 0:3      | 1:4      |
| ОДЕК               | 1:2  | «Авангард» Б  | 0:1      | 1:1 (дч) |
| «Фортуна»          | -:+  | «Факел»       | 3:0      | -:+      |
| ДГ «Шевченківське» | 3:4  | «Авангард» К  | 1:2      | 2:2      |
| ФК «Вовчанськ»     | 4:2  | «Олімпія»     | 3:1      | 1:1      |
| «Універ-Динамо»    | 2:5  | ФК «Дніпро»   | 1:1      | 1:4      |
| «Таврія»           | 3:6  | «ЛНЗ-Лебедин» | 2:0      | 1:6      |

## 1/4 фіналу
Перші матчі відбулися 24 та 31 жовтня, матчі-відповіді — 31 жовтня та 7 листопада 2018 року.
| Команда 1    | Заг.    | Команда 2      | 1-й матч | 2-й матч |
| ------------ | ------- | -------------- | -------- | -------- |
| «Юність»     | 1:1 (ч) | СКК «Демня»    | 1:1      | 0:0      |
| «Факел»      | -:+     | «Авангард» Б   | 1:5      | -:+      |
| «Авангард» К | 0:5     | ФК «Вовчанськ» | 0:1      | 0:4      |
| ФК «Дніпро»  | 4:3     | «ЛНЗ-Лебедин»  | 2:2      | 2:1      |

## 1/2 фіналу
Перші матчі відбулися 24 квітня, матчі-відповіді — 1 травня 2019 року.
| Команда 1      | Заг.           | Команда 2    | 1-й матч | 2-й матч |
| -------------- | -------------- | ------------ | -------- | -------- |
| СКК «Демня»    | 1:3            | «Авангард» Б | 1:1      | 0:2      |
| ФК «Вовчанськ» | 1:1 (пен. 5:4) | ФК «Дніпро»  | 1:0      | 0:1      |

## Фінал
Жеребкування відбулося 8 травня 2019 року. Перший матч відбувся 18 травня, матч-відповідь — 8 червня 2019 року. 
| Команда 1    | Заг. | Команда 2      | 1-й матч | 2-й матч |
| ------------ | ---- | -------------- | -------- | -------- |
| «Авангард» Б | 1:0  | ФК «Вовчанськ» | 1:0      | 0:0      |

| Володар Кубка України серед аматорів 2018–2019 |
| ---------------------------------------------- |
| «Авангард» (Бзів) Вперше                       |